# シルバー人材センター
シルバー人材センター（シルバーじんざいセンター）は、高年齢者等の雇用の安定等に関する法律に定められた、地域毎に設置されている高年齢者の自主的な団体で、臨時的・短期的または軽易な業務を、請負・委任の形式で行う公益法人である。就職あっせんのための組織ではなく、請負・委任になじまない仕事を断らないために補完的に職業紹介事業（地域によって有料・無料の違いがある）を行っている。また、一部地域では一般労働者派遣事業を行っている。
その運営は、公益社団法人として、会員である地域の高年齢者が自主的に行っている。会の役員（理事など）は会員の互選により決まる。国・市町村により運営されているわけではない。一部地域に公益財団法人も存在し、その運営は寄附行為により行われる。
会員は概ね60歳以上の定年退職者・家業の一線を退いた人などが対象。運営費の一部は厚生労働省が各都道府県のシルバー人材センター連合会に対して補助し、連合会から各センターに配分される。

## 法的根拠
第三十七条　都道府県知事は、定年退職者その他の高年齢退職者の希望に応じた就業で、臨時的かつ短期的なもの又はその他の軽易な業務（当該業務に係る労働力の需給の状況、当該業務の処理の実情等を考慮して厚生労働大臣が定めるものに限る。次条において同じ。）に係るものの機会を確保し、及びこれらの者に対して組織的に提供することにより、その就業を援助して、これらの者の能力の積極的な活用を図ることができるようにし、もつて高年齢者の福祉の増進に資することを目的とする一般社団法人又は一般財団法人であつて、次条に規定する業務に関し次に掲げる基準に適合すると認められるものを、その申請により、市町村の区域ごとに一個に限り、同条に規定する業務を行う者として指定することができる。

第三十八条　シルバー人材センターは、前条第一項の指定に係る区域（以下「センターの指定区域」という。）において、次に掲げる業務を行うものとする。
1. 臨時的かつ短期的な就業（雇用によるものを除く。）又はその他の軽易な業務に係る就業（雇用によるものを除く。）を希望する高年齢退職者のために、これらの就業の機会を確保し、及び組織的に提供すること。
2. 臨時的かつ短期的な雇用による就業又はその他の軽易な業務に係る就業（雇用によるものに限る。）を希望する高年齢退職者のために、職業紹介事業を行うこと。
3. 高年齢退職者に対し、臨時的かつ短期的な就業及びその他の軽易な業務に係る就業に必要な知識及び技能の付与を目的とした講習を行うこと。
4. 前三号に掲げるもののほか、高年齢退職者のための臨時的かつ短期的な就業及びその他の軽易な業務に係る就業に関し必要な業務を行うこと。

—高年齢者等の雇用の安定等に関する法律
本来、一般労働者派遣事業は厚生労働大臣の許可制を取っているが、シルバー人材センター連合会が行う場合はその公共性・公益性から特定労働者派遣事業と同じように届出のみで行える。届出は各都道府県のシルバー人材センター連合会が行う。

## 請負う仕事の種類
職業別の就業者数

### 技術群
- 経理、自動車運転など。

### 技能群
- 庭木の剪定、襖・障子張り、大工、塗装作業など。

### 事務群
- 文書整理、伝票整理、軽事務、毛筆筆耕、宛名書きなど。

### 管理群
- 公共施設管理、駐車場管理、駐輪場管理など。

### 外交折衝群
- 営業、受付、集金など。

### 軽作業群
- 公園清掃、除草（草刈）、墓地清掃、農作業、屋内清掃、工場内部分作業など。

### サービス群
- 家事、育児、介護など 福祉・家事援助サービス。

### 仕事の特徴
「業」として反復・継続的に行うのではないという趣旨から業法で許可が必要な警備業や廃棄物処理業は原則として行わない。また、長期の仕事や直接雇用関係が発生する仕事は引き受けない。高年齢者が働くことを考慮し、危険・有害な仕事、万一の際に多額の損害賠償が発生する恐れのある仕事は引き受けない。

## 現状

### 問題点
一般的に直接雇用をしたり労働者派遣を受けるより、安価なため多くの企業に利用されるが、正しく請負いにできない場合は偽装請負
になってしまうこともある。非営利事業であるため、襖・障子張りや剪定などは地域の一般業者と比較し価格設定が安くなっているものもあり、民業圧迫との批判を受けることもある。
公共施設の管理では、指定管理者となり、総合的に施設管理運営をしているセンターもある。
その他、就業機会を増やすために「独自事業」として学習教室やカルチャー教室の運営、農業、工芸品の製造販売、食堂の運営などを行っているセンターもある。会員と発注者、会員とセンターの間にはいずれも雇用関係はなく、会員は請負または委任で働く個人事業者となるため、労働災害保険の適用はない。そのために各センターは独自に団体傷害保険に加入しているが、就業先から仕事に関して直接指揮・命令、管理・監督を受けている状況で事故が起きた場合は雇用関係があるとして労働災害保険が適用された判例がある。また、たとえ請負の状態であっても危険な仕事で事故が起こった場合にセンターが安全な仕事を提供しなかったとして安全配慮義務違反が認定され損害賠償を命じられた判例もある。
近年、「自分はまだシルバーではない」と考える高齢者や、生活のために報酬を重視する層の増加による「シルバー離れ」に新型コロナウイルスの流行が追い打ちをかけ、2020年度末の会員数は約69万8000人（男性約46万2000人、女性約23万6000人）となり、前年度比1万7000人減となり、19年ぶりに70万人を割り込んだ。

### ワークシェアリング
シルバー人材センターにおける就業は、定年退職以降の労働であり、現役世代と同じ規模で働かない事が原則である。そのため、まとまった期間や量の仕事をする際には、会員同士仕事を分け合うワークシェアリングか行われている。公共施設の管理を通年受託している場合などは、特定の会員のみが毎日、長期就業するのではなく、複数の会員がローテーションで就業し、2年から3年（各拠点センターの規定により違いがある）就業したら他の会員に譲るなどの入れ替わりもある。